# Taizé-Maulais
Taizé-Maulais ist eine Commune déléguée in der französischen Gemeinde Plaine-et-Vallées mit 725 Einwohnern (Stand 1. Januar 2022) in der Region Nouvelle-Aquitaine im Département Deux-Sèvres.

## Geographie

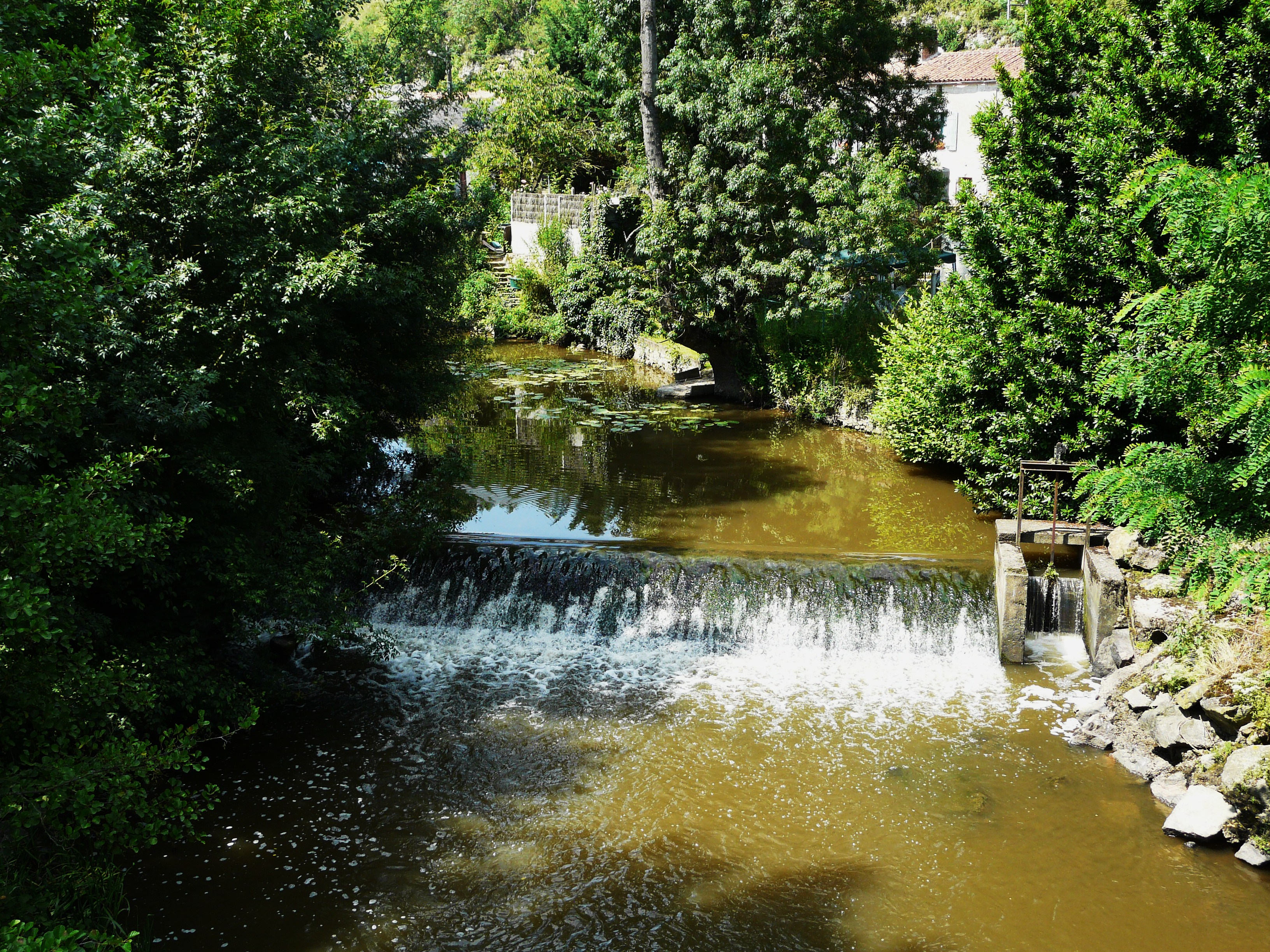
Der Thouaret bei Maulais

Die ländliche Commune déléguée liegt im Norden des Départements Deux-Sèvres beim Zusammenfluss des Thouet mit dem Thouaret, an der Departementsstraße D37 ungefähr 10 km südöstlich von Thouars.
Das Gebiet der Commune déléguée umfasst die Ortsteile Auboué, Ligaine, Maranzais, Maulais und Taizé, wobei Maulais früher eigenständig war und am 1. Januar 1973 eingemeindet wurde.
Der Ort ist dank seiner Zuckermelonenkulturen überregional bekannt. Zudem vinifiziert die Gemeinde Weine, die unter der Herkunftsbezeichnung Vins du Thouarsais VDQS vermarktet werden.

## Geschichte
Mit neun Dolmen und einem Tumulus ist Taizé die wichtigste megalithische Fundstelle im Département Deux-Sèvres (Nekropole von Monpalais). Auf Gemeindegebiet, am Ort mit dem Flurnamen Fief de Boué, wurden Bauruinen aus gallo-römischer Zeit freigelegt. Der Ort mit dem Flurnamen La butte de Montcoué war 1033 Schauplatz einer Schlacht zwischen den Grafschaften Anjou und Poitou.
Die Gemeinde Taizé-Maulais wurde am 1. Januar 2019 mit Oiron, Saint-Jouin-de-Marnes und Brie zur Commune nouvelle Plaine-et-Vallées zusammengeschlossen. Sie hat seither den Status einer Commune déléguée. Die Gemeinde Taizé-Maulais gehörte zum Kanton Le Val de Thouet und zum Arrondissement Bressuire.

### Bevölkerungsentwicklung
Die ursprünglich eigenständige Gemeinde Maulais wurde am 1. Januar 1973 von Taizé eingemeindet.
| Jahr      | 1936 | 1946 | 1954 | 1962 | 1968 |
| --------- | ---- | ---- | ---- | ---- | ---- |
| Einwohner | 273  | 232  | 245  | 266  | 217  |

| Jahr      | 1936 | 1946 | 1954 | 1962 | 1968 |
| --------- | ---- | ---- | ---- | ---- | ---- |
| Einwohner | 586  | 590  | 589  | 547  | 505  |

| Jahr      | 1975 | 1982 | 1990 | 1999 | 2009 |
| --------- | ---- | ---- | ---- | ---- | ---- |
| Einwohner | 597  | 596  | 689  | 725  | 768  |

## Sehenswürdigkeiten
- Einer der Dolmen steht seit 1991 unter Denkmalschutz. Er trägt die Bezeichnung Dolmen E 134 und liegt an der Departementsstraße D37 auf dem Grundstück mit dem Flurnamen La Pierre levée.[1]

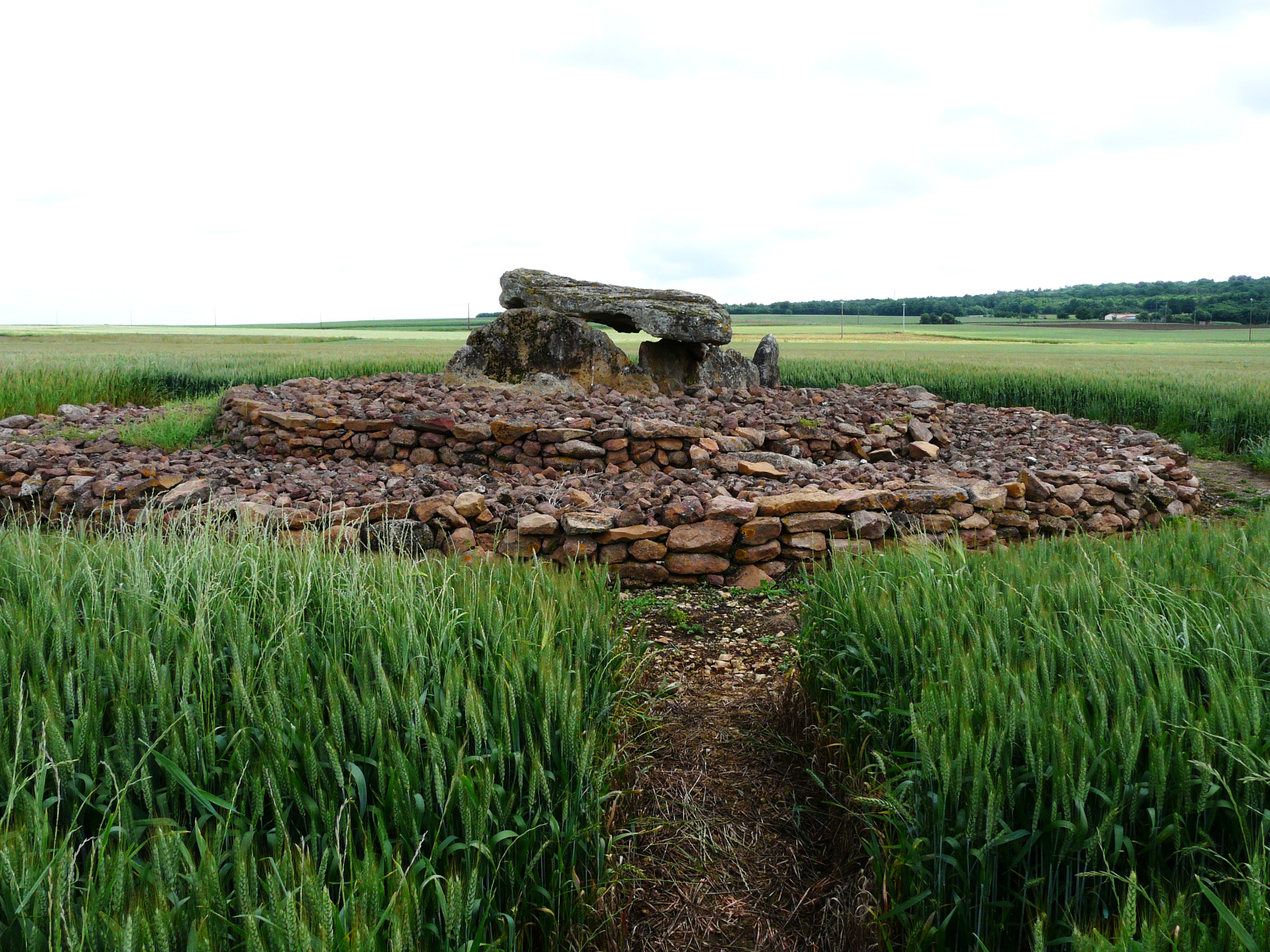
Dolmen E 134
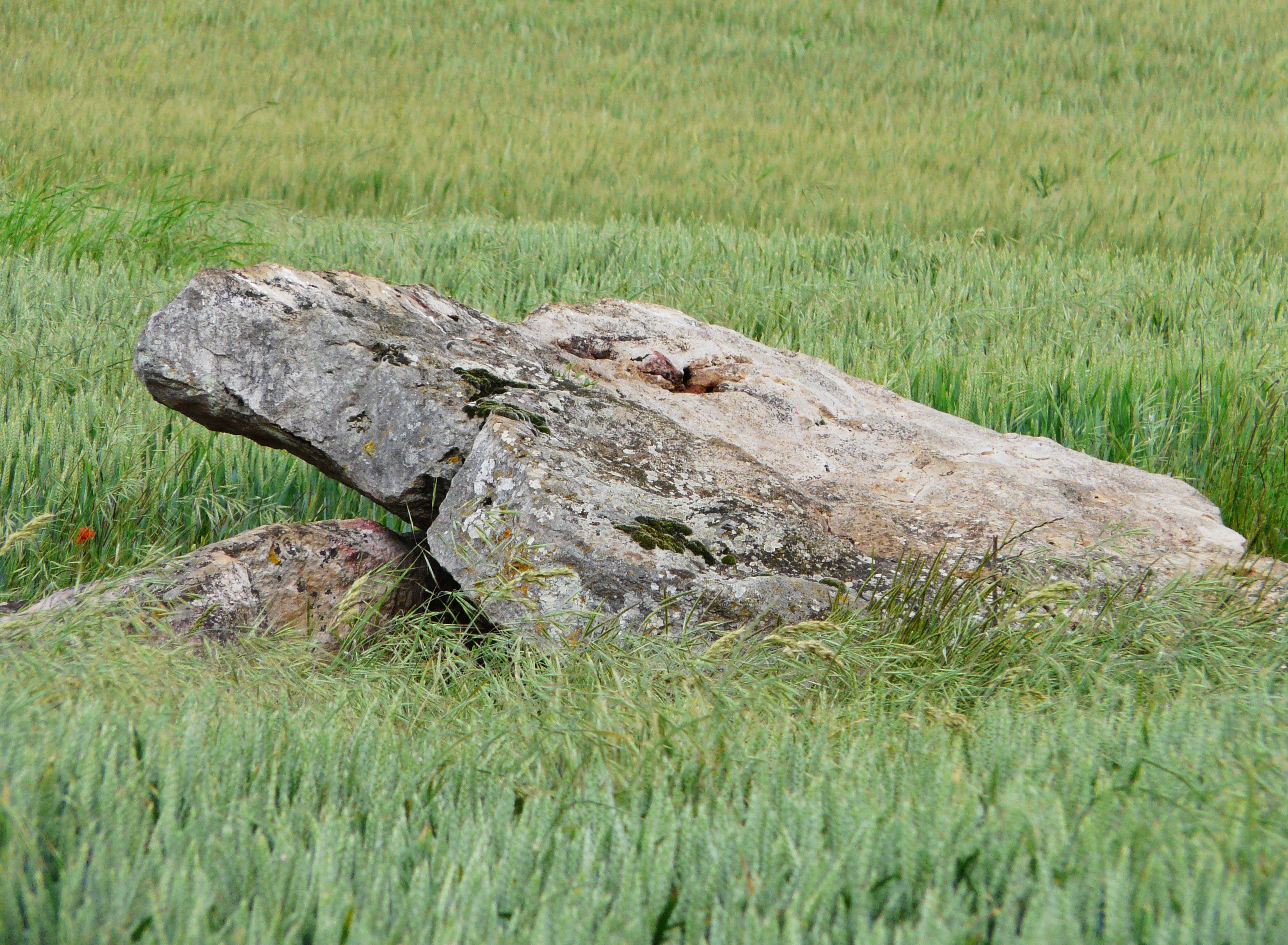
Ein weiterer der vier Dolmen in La Pierre levée

- Die Kirche Église Notre-Dame von Taizé
- Die Kirche Église Saint-Pierre von Maulais
- Die Kapelle Chapelle de Maranzais am Ufer der Thouet
- Das Herrenhaus Maison noble d’Auzay

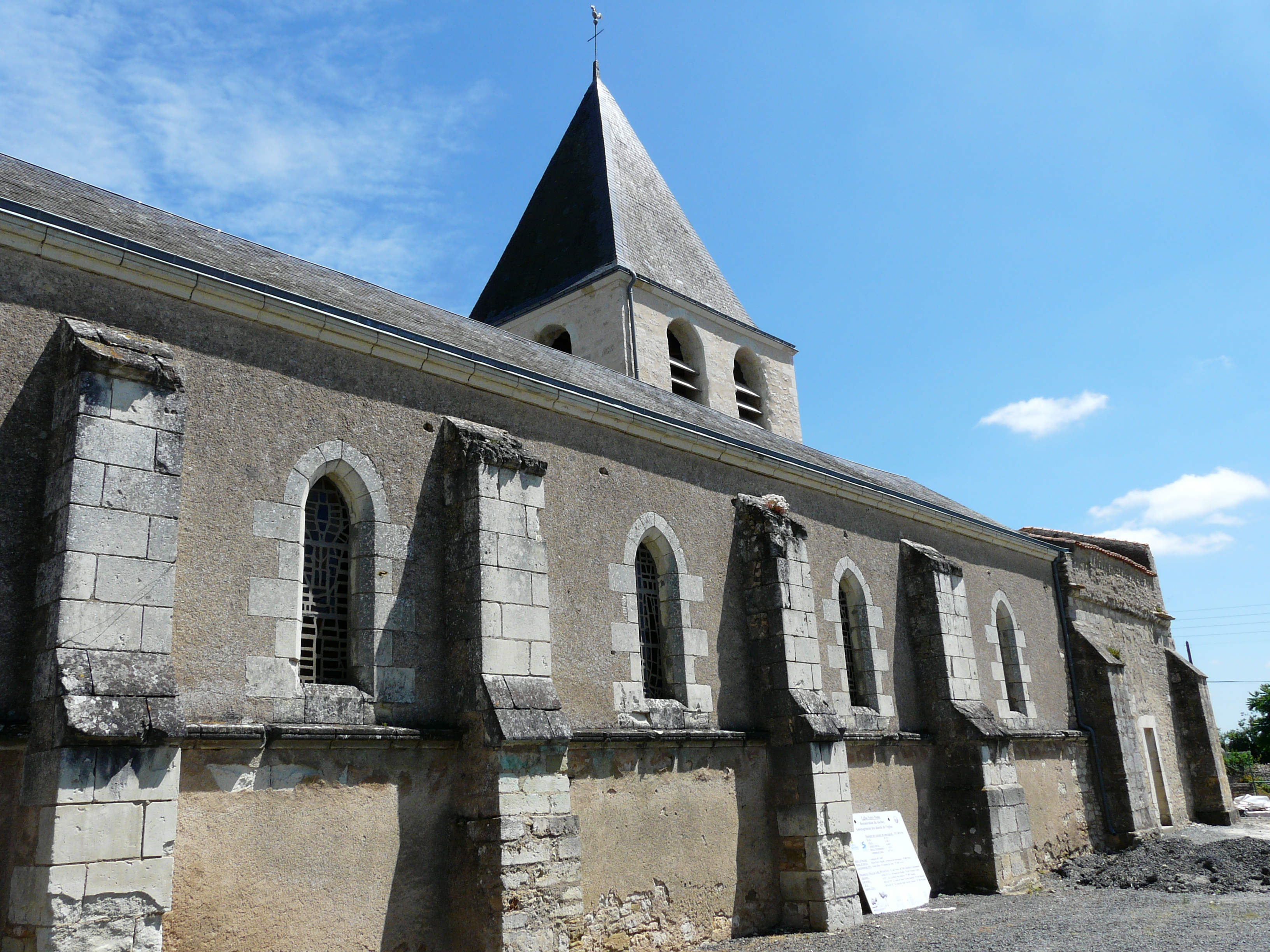
Kirche Notre-Dame von Taizé
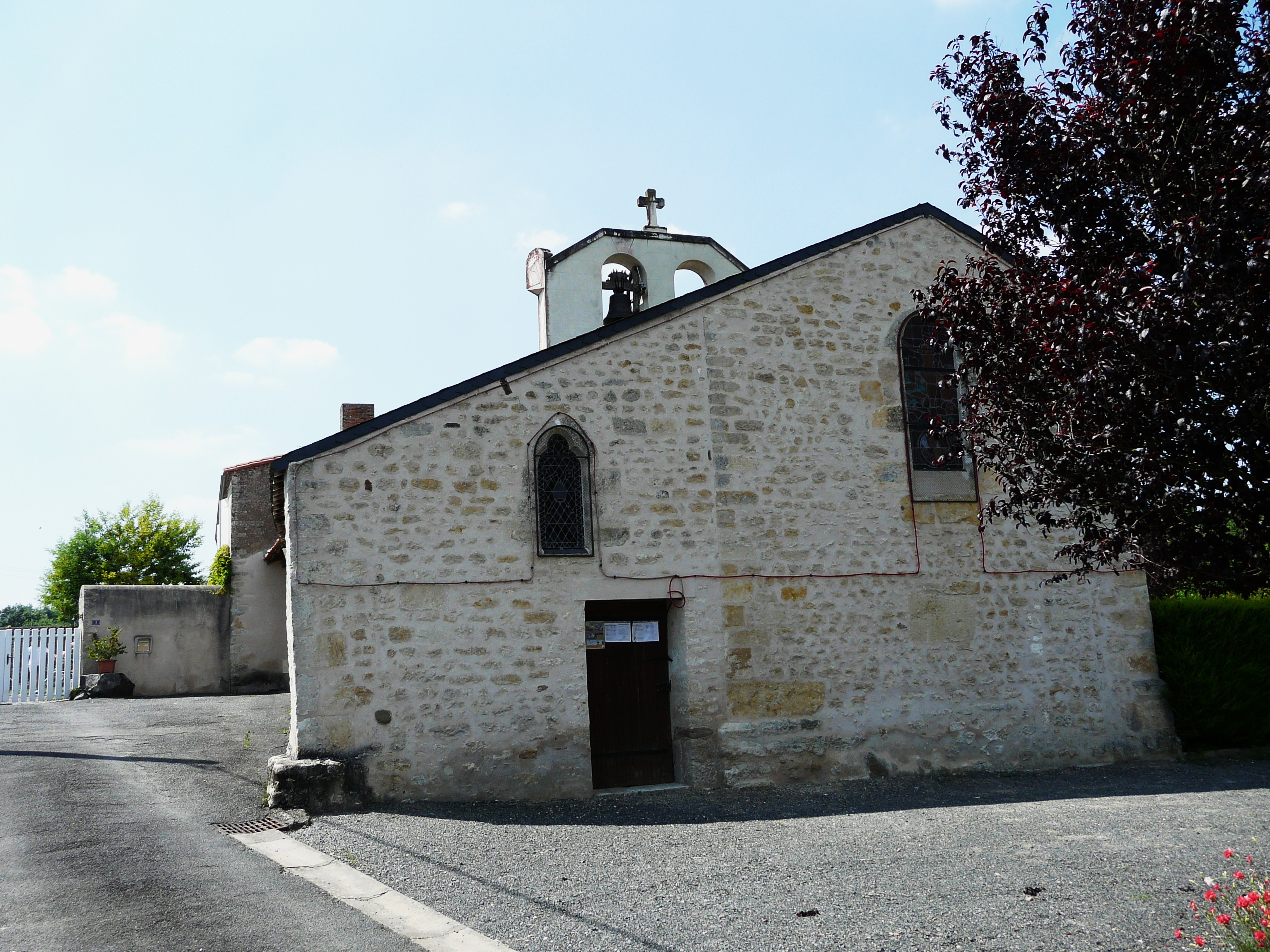
Kirche Saint-Pierre von Maulais
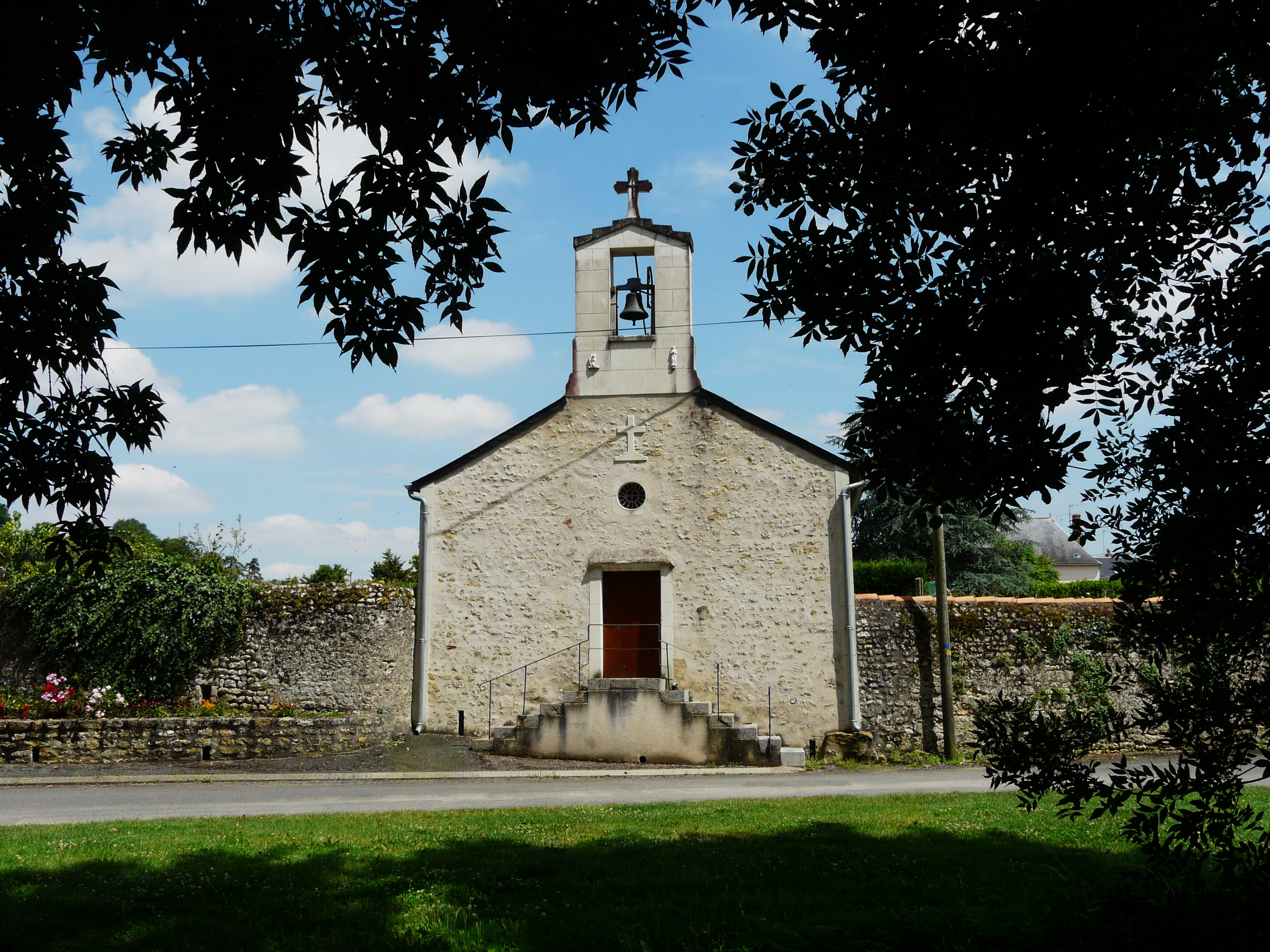
Kapelle von Maranzais
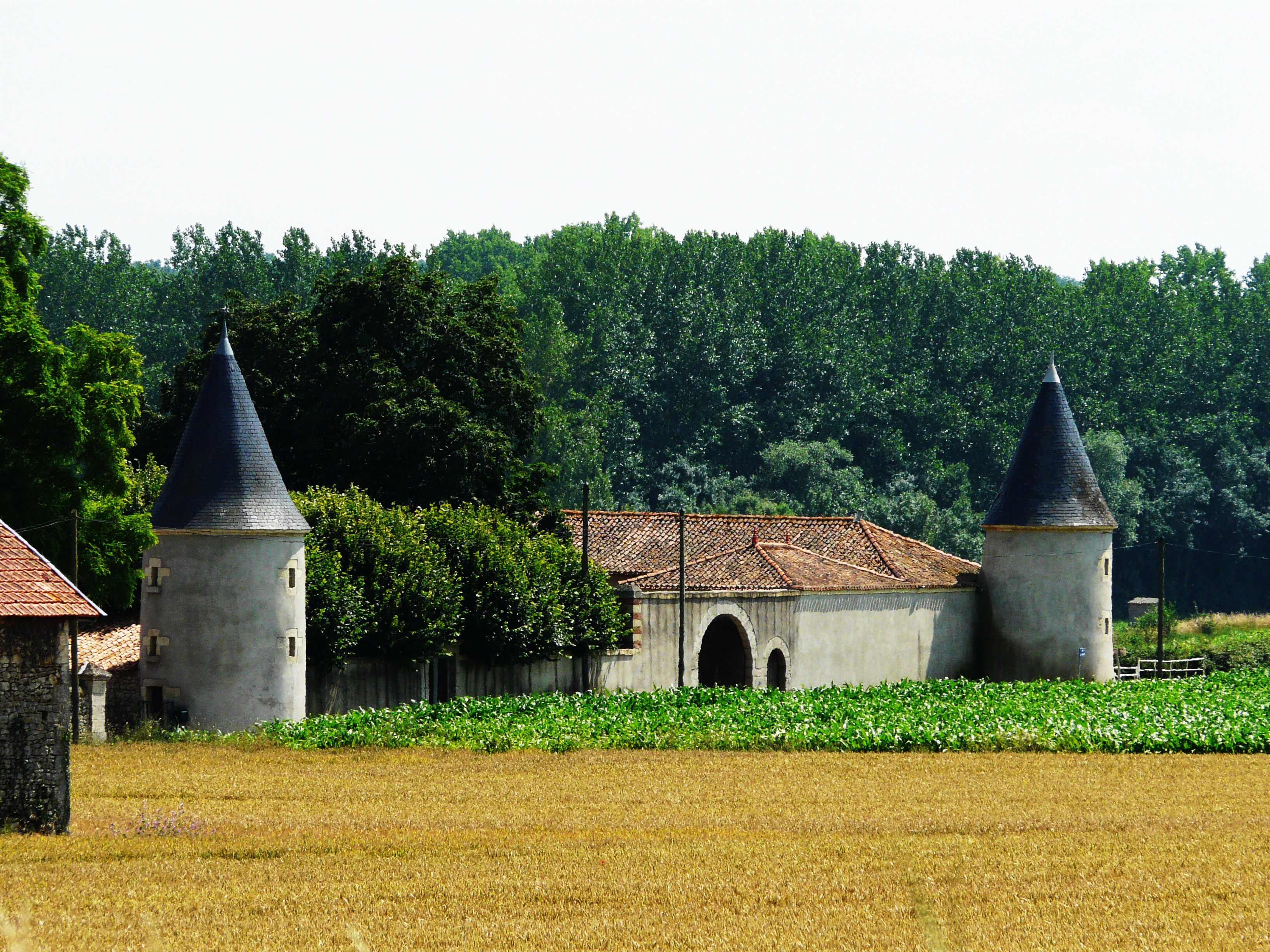
Maison noble d’Auzay

## Städtepartnerschaften
- Avin, Belgien (seit 2008)